# Список наград и номинаций фильма «Старикам тут не место»
«Старикам тут не место» (англ. No Country for Old Men) — триллер режиссёров и сценаристов братьев Коэн, основанный на одноимённом романе американского писателя Кормака Маккарти. Премьера ленты состоялась 19 мая 2007 года в рамках 60-го Каннского кинофестиваля, где она, наряду с картиной Кристиана Мунджиру «4 месяца, 3 недели и 2 дня», была главным претендентом на «Золотую пальмовую ветвь». Впоследствии фильм был продемонстрирован на Международном кинофестивале в Торонто, на Неаполитанском, Венском, Нью-йоркском и Голливудском киносмотрах. Прокат фильма в США стартовал 9 ноября 2007 года под эгидой Miramax Films. За две недели ограниченного проката фильм собрал около $ 4 млн, после чего дистрибьютор выпустил картину в широкий прокат. По состоянию на конец 2012 года, она заработала $ 162 млн по всему миру, при бюджете в $ 25 млн.
Картина повествует о Лливелине Моссе, ветеране Вьетнамской войны, нашедшем крупную сумму денег, и его преследовании наёмным убийцей Антоном Чигуром. Лента была хорошо принята кинокритиками. На произведение братьев Коэн оказало воздействие творчество Сэма Пекинпы и Альфреда Хичкока, которое повлияло на технические стороны фильма, такие как работа оператора и монтаж. Одной из основных тем ленты стало взаимодействие разных поколений, эволюционность морали и ценностей индивида. Персонаж Хавьера Бардема Антон Чигур был высоко оценен критиками, и воспринят не только как образ сверхчеловека, но и как ангела, карающего грешников. Аллюзией на это становится серия убийств людей, которые одновременно препятствовали его целям и были подвластны порокам и грехам. Именно поэтому он не трогает новое поколение подростков и детей.
Фильм удостоился множества наград, большая часть которых была присуждена за режиссуру и сценарий, а также за мужскую роль второго плана. На 65-й церемонии вручения «Золотого глобуса» «Старикам тут не место» номинировался в четырех категориях и выиграл призы за лучший сценарий и мужскую роль второго плана. Несмотря на то, что фаворитом премии Академии кинематографических искусств являлась картина «Искупление», работа братьев Коэн стала триумфатором «Оскара», и получила награды за лучший фильм, режиссёрскую работу, сценарий и мужскую роль второго плана. Хавьер Бардем стал первым испанским актёром — обладателем данной премии. Это был только второй раз в истории «Оскара», когда два человека разделили режиссёрскую категорию (Роберт Уайз и Джером Роббинс были первыми, получившими награду за «Вестсайдскую историю» 1961 года). Картина также была включена в список номинантов ведущих кинематографических гильдий США, но стала обладателем наград только гильдии режиссёров и художников-постановщиков. Большая часть ассоциаций североамериканских кинокритиков признали ленту лучшей за 2007 год.
Подводя итоги 2000-х, ведущие мировые киноиздания включили «Старикам тут не место» в списки лучших фильмов прошедшего десятилетия.

## Награды и номинации
| Премия                                             | Дата               | Категория                                                                         | Номинанты и получатели                                 | Результат |
| -------------------------------------------------- | ------------------ | --------------------------------------------------------------------------------- | ------------------------------------------------------ | --------- |
| Каннский кинофестиваль                             | 19 мая 2007 г.     | Золотая пальмовая ветвь                                                           | Джоэл и Итан Коэн                                      | Номинация |
| Национальный совет кинокритиков США                | 5 декабря 2007 г.  | Лучший фильм                                                                      | Джоэл и Итан Коэн                                      | Победа    |
| Национальный совет кинокритиков США                | 5 декабря 2007 г.  | Лучший режиссёр                                                                   | Джоэл и Итан Коэн                                      | Победа    |
| Национальный совет кинокритиков США                | 5 декабря 2007 г.  | Лучший сценарий                                                                   | Джоэл и Итан Коэн                                      | Победа    |
| Оскар                                              | 24 февраля 2008 г. | Лучший фильм                                                                      | Скотт Рудин, Джоэл и Итан Коэн                         | Победа    |
| Оскар                                              | 24 февраля 2008 г. | Лучшая режиссура                                                                  | Джоэл и Итан Коэн                                      | Победа    |
| Оскар                                              | 24 февраля 2008 г. | Лучший адаптированный сценарий                                                    | Джоэл и Итан Коэн                                      | Победа    |
| Оскар                                              | 24 февраля 2008 г. | Лучшая мужская роль второго плана                                                 | Хавьер Бардем                                          | Победа    |
| Оскар                                              | 24 февраля 2008 г. | Лучшая операторская работа                                                        | Роджер Дикинс                                          | Номинация |
| Оскар                                              | 24 февраля 2008 г. | Лучший монтаж                                                                     | Джоэл и Итан Коэн                                      | Номинация |
| Оскар                                              | 24 февраля 2008 г. | Лучший звук                                                                       | Скип Ливси, Крейг Берки, Грег Орлофф, Питер Ф. Курланд | Номинация |
| Оскар                                              | 24 февраля 2008 г. | Лучший звуковой монтаж                                                            | Скип Ливси                                             | Номинация |
| Общество киномонтажёров                            | 17 февраля 2008 г. | Лучший монтаж художественного фильм (драма)                                       | Джоэл и Итан Коэн                                      | Номинация |
| Американское общество кинооператоров               | 26 января 2008 г.  | Премия за выдающиеся достижения операторской работы в области театральных релизов | Роджер Дикинс                                          | Номинация |
| Гильдия художников-постановщиков                   | 18 февраля 2008 г. | Премия за превосходную художественую постановку в современном кинематографе       | Джесс Гончор                                           | Победа    |
| Общество кинокритиков Бостона                      | 11 декабря 2007 г. | Лучший фильм                                                                      | —                                                      | Победа    |
| Общество кинокритиков Бостона                      | 11 декабря 2007 г. | Лучший актёр второго плана                                                        | Хавьер Бардем                                          | Победа    |
| Британская киноакадемия                            | 10 февраля 2008 г. | Лучший фильм                                                                      | Скотт Рудин, Братья Коэн                               | Номинация |
| Британская киноакадемия                            | 10 февраля 2008 г. | Лучшая режиссура                                                                  | Братья Коэн                                            | Победа    |
| Британская киноакадемия                            | 10 февраля 2008 г. | Лучший адаптированный сценарий                                                    | Марк Боал                                              | Номинация |
| Британская киноакадемия                            | 10 февраля 2008 г. | Лучшая мужская роль второго плана                                                 | Хавьер Бардем                                          | Победа    |
| Британская киноакадемия                            | 10 февраля 2008 г. | Лучшая мужская роль второго плана                                                 | Томми Ли Джонс                                         | Номинация |
| Британская киноакадемия                            | 10 февраля 2008 г. | Лучшая женскую роль второго плана                                                 | Келли Макдональд                                       | Номинация |
| Британская киноакадемия                            | 10 февраля 2008 г. | Лучшая операторская работа                                                        | Роджер Дикинс                                          | Победа    |
| Британская киноакадемия                            | 10 февраля 2008 г. | Лучший монтаж                                                                     | Джоэл и Итан Коэн                                      | Номинация |
| Британская киноакадемия                            | 10 февраля 2008 г. | Лучший звук                                                                       | Скип Ливси, Крейг Берки, Грег Орлофф, Питер Ф. Курланд | Номинация |
| Ассоциации кинокритиков вещательных компаний       | 7 января 2008 г.   | Лучший фильм                                                                      | —                                                      | Победа    |
| Ассоциации кинокритиков вещательных компаний       | 7 января 2008 г.   | Лучший режиссёр                                                                   | Джоэл и Итан Коэн                                      | Победа    |
| Ассоциации кинокритиков вещательных компаний       | 7 января 2008 г.   | Лучший адаптированный сценарий                                                    | Джоэл и Итан Коэн                                      | Номинация |
| Ассоциации кинокритиков вещательных компаний       | 7 января 2008 г.   | Лучшая мужская роль второго плана                                                 | Хавьер Бардем                                          | Победа    |
| Ассоциации кинокритиков вещательных компаний       | 7 января 2008 г.   | Лучший актерский состав                                                           |                                                        | Номинация |
| Ассоциации кинокритиков Огайо                      | 3 января 2008 г.   | Лучшая картинка                                                                   | —                                                      | Победа    |
| Ассоциации кинокритиков Огайо                      | 3 января 2008 г.   | Лучший режиссёр                                                                   | Джоэл и Итан Коэн                                      | Победа    |
| Ассоциации кинокритиков Огайо                      | 3 января 2008 г.   | Лучший операторская работа                                                        | Роджер Дикинс                                          | Победа    |
| Ассоциации кинокритиков Огайо                      | 3 января 2008 г.   | Лучшая мужская роль второго плана                                                 | Хавьер Бардем                                          | Победа    |
| Ассоциации кинокритиков Огайо                      | 3 января 2008 г.   | Лучший актерский состав                                                           |                                                        | Победа    |
| Ассоциация кинокритиков Чикаго                     | 13 декабря 2007 г. | Лучшая картина                                                                    | —                                                      | Победа    |
| Ассоциация кинокритиков Чикаго                     | 13 декабря 2007 г. | Лучший режиссёр                                                                   | Джоэл и Итан Коэн                                      | Победа    |
| Ассоциация кинокритиков Чикаго                     | 13 декабря 2007 г. | Лучший адаптированный сценарий                                                    | Джоэл и Итан Коэн                                      | Победа    |
| Ассоциация кинокритиков Чикаго                     | 13 декабря 2007 г. | Лучшая мужская роль второго плана                                                 | Хавьер Бардем                                          | Победа    |
| Ассоциация кинокритиков Чикаго                     | 13 декабря 2007 г. | Лучшая работа оператора                                                           | Роджер Дикинс                                          | Номинация |
| Chlotrudis Society for Independent Film            | 30 марта 2008 г.   | Лучший фильм                                                                      | —                                                      | Номинация |
| Chlotrudis Society for Independent Film            | 30 марта 2008 г.   | Лучший режиссёр                                                                   | Джоэл и Итан Коэн                                      | Номинация |
| Chlotrudis Society for Independent Film            | 30 марта 2008 г.   | Лучший адаптированный сценарий                                                    | Джоэл и Итан Коэн                                      | Номинация |
| Chlotrudis Society for Independent Film            | 30 марта 2008 г.   | Лучший актёр второго плана                                                        | Хавьер Бардем                                          | Номинация |
| Chlotrudis Society for Independent Film            | 30 марта 2008 г.   | Лучший актерский состав                                                           |                                                        | Номинация |
| Премия союза звукорежиссёров                       | 16 февраля 2008 г. | Премия за выдающиеся достижения в микшировании звука для художественных фильмов   | Питер Ф. Кёрланд, Скип Ливси, Крейг Берки              | Победа    |
| Ассоциация кинокритиков Даллас/Форт-Уэрт           | 17 декабря 2007 г. | Лучшая картина                                                                    | Джоэл и Итан Коэн                                      | Победа    |
| Ассоциация кинокритиков Даллас/Форт-Уэрт           | 17 декабря 2007 г. | Лучший режиссёр                                                                   | Джоэл и Итан Коэн                                      | Победа    |
| Ассоциация кинокритиков Даллас/Форт-Уэрт           | 17 декабря 2007 г. | Лучший актёр второго плана                                                        | Хавьер Бардем                                          | Победа    |
| Давид ди Донателло                                 | 18 апреля 2008 г.  | Лучший иностранный фильм                                                          | Джоэл и Итан Коэн                                      | Победа    |
| Гильдия режиссёров Америки                         | 26 января 2008 г.  | Премия за выдающиеся достижения в режиссуре художественных фильмов                | Джоэл и Итан Коэн                                      | Победа    |
| Сообщество кинокритиков Австралии                  | 1 февраля 2008 г.  | Лучший англоязычный иностранный фильм                                             | Джоэл и Итан Коэн                                      | Победа    |
| Сообщество кинокритиков Флориды                    | 12 декабря 2007 г. | Лучший фильм                                                                      | Джоэл и Итан Коэн                                      | Победа    |
| Сообщество кинокритиков Флориды                    | 12 декабря 2007 г. | Лучший режиссёр                                                                   | Джоэл и Итан Коэн                                      | Победа    |
| Сообщество кинокритиков Флориды                    | 12 декабря 2007 г. | Лучшая операторская работа                                                        | Роджер Дикинс                                          | Победа    |
| Сообщество кинокритиков Флориды                    | 12 декабря 2007 г. | Лучший актер второго плана                                                        | Хавьер Бардем                                          | Победа    |
| Золотой глобус                                     | 13 декабря 2007 г. | Лучшая режиссёрская работа                                                        | Джоэл и Итан Коэн                                      | Номинация |
| Золотой глобус                                     | 13 декабря 2007 г. | Лучший фильм (драма)                                                              | Джоэл и Итан Коэн                                      | Номинация |
| Золотой глобус                                     | 13 декабря 2007 г. | Лучший сценарий                                                                   | Джоэл и Итан Коэн                                      | Победа    |
| Золотой глобус                                     | 13 декабря 2007 г. | Лучшая мужская роль второго плана                                                 | Хавьер Бардем                                          | Победа    |
| Сообщество кинокритиков Канзас-сити                | 12 января 2008 г.  | Лучший актер второго плана                                                        | Хавьер Бардем                                          | Победа    |
| Сообщество кинокритиков Канзас-сити                | 12 января 2008 г.  | Лучший адптированный сценарий                                                     | Джоэл и Итан Коэн                                      | Победа    |
| Общество кинокритиков Лас-Вегаса                   | 18 декабря 2007 г. | Лучшая картина                                                                    | —                                                      | Победа    |
| Общество кинокритиков Лас-Вегаса                   | 18 декабря 2007 г. | Лучший режиссёр                                                                   | Джоэл и Итан Коэн                                      | Победа    |
| Общество кинокритиков Лас-Вегаса                   | 18 декабря 2007 г. | Лучший актёр второго плана                                                        | Хавьер Бардем                                          | Победа    |
| Премия Лондонского кружка кинокритиков             | 8 февраля 2008 г.  | Фильм года                                                                        | Джоэл и Итан Коэн                                      | Победа    |
| Премия Лондонского кружка кинокритиков             | 8 февраля 2008 г.  | Режиссёр года                                                                     | Джоэл и Итан Коэн                                      | Номинация |
| Премия Лондонского кружка кинокритиков             | 8 февраля 2008 г.  | Лучшая британская актриса второго плана года                                      | Келли Макдональд                                       | Победа    |
| Премия Лондонского кружка кинокритиков             | 8 февраля 2008 г.  | Сценарист года                                                                    | Джоэл и Итан Коэн                                      | Номинация |
| MTV Movie Awards                                   | 1 июня 2008 г.     | Лучший злодей                                                                     | Хавьер Бардем                                          | Номинация |
| Организация звукорежиссеров художественных фильмов | 23 февраля 2008 г. | Лучший диалог и озвучка в художественном фильме                                   | —                                                      | Номинация |
| Организация звукорежиссеров художественных фильмов | 23 февраля 2008 г. | Лучшие звуковые и шумовые эффекты в художественном фильме                         | —                                                      | Номинация |
| Сообщество кинокритиков Нью-Йорка                  | 11 декабря 2007 г. | Лучший фильм                                                                      | —                                                      | Победа    |
| Сообщество кинокритиков Нью-Йорка                  | 11 декабря 2007 г. | Лучший режиссёр                                                                   | Джоэл и Итан Коэн                                      | Победа    |
| Сообщество кинокритиков Нью-Йорка                  | 11 декабря 2007 г. | Лучший сценарий                                                                   | Джоэл и Итан Коэн                                      | Победа    |
| Сообщество кинокритиков Нью-Йорка                  | 11 декабря 2007 г. | Лучший актер второго плана                                                        | Хавьер Бардем                                          | Победа    |
| Американская ассоциация онлайн-кинокритиков        | 17 декабря 2007 г. | Лучшая картинка                                                                   | —                                                      | Победа    |
| Американская ассоциация онлайн-кинокритиков        | 17 декабря 2007 г. | Лучший режиссёр                                                                   | Джоэл и Итан Коэн                                      | Победа    |
| Американская ассоциация онлайн-кинокритиков        | 17 декабря 2007 г. | Лучший адаптированный сценарий                                                    | Джоэл и Итан Коэн                                      | Победа    |
| Американская ассоциация онлайн-кинокритиков        | 17 декабря 2007 г. | Лучший актёр второго плана                                                        | Хавьер Бардем                                          | Победа    |
| Американская ассоциация онлайн-кинокритиков        | 17 декабря 2007 г. | Лучший монтаж                                                                     | Джоэл и Итан Коэн                                      | Победа    |
| Американская ассоциация онлайн-кинокритиков        | 17 декабря 2007 г. | Лучший актёрский состав                                                           |                                                        | Победа    |
| Сообщество кинокритиков Сан-Франциско              | 10 декабря 2007 г. | Лучший режиссёр                                                                   | Джоэл и Итан Коэн                                      | Победа    |
| Премия «Спутник»                                   | 16 декабря 2007 г. | Лучший фильм (драма)                                                              | —                                                      | Победа    |
| Премия «Спутник»                                   | 16 декабря 2007 г. | Лучший режиссёр                                                                   | Джоэл и Итан Коэн                                      | Победа    |
| Премия «Спутник»                                   | 16 декабря 2007 г. | Лучший актёр в кинофильме                                                         | Джош Бролин                                            | Номинация |
| Премия «Спутник»                                   | 16 декабря 2007 г. | Лучший адаптированный сценарий                                                    | Джоэл и Итан Коэн                                      | Номинация |
| Премия «Спутник»                                   | 16 декабря 2007 г. | Лучший монтаж                                                                     | Джоэл и Итан Коэн                                      | Номинация |
| Премия «Спутник»                                   | 16 декабря 2007 г. | Лучший актёр второго плана                                                        | Хавьер Бардем                                          | Номинация |
| Премия Гильдии киноактёров США                     | 27 января 2009 г.  | Лучший актерский состав в игровом кино                                            |                                                        | Победа    |
| Премия Гильдии киноактёров США                     | 27 января 2009 г.  | Лучшая мужскую роль второго плана                                                 | Хавьер Бардем                                          | Победа    |
| Премия Гильдии киноактёров США                     | 27 января 2009 г.  | Лучшая мужскую роль второго плана                                                 | Томми Ли Джонс                                         | Номинация |
| Ассоциация кинокритиков юго-востока США            | 14 декабря 2009 г. | Лучший фильм                                                                      | —                                                      | Победа    |
| Ассоциация кинокритиков юго-востока США            | 14 декабря 2009 г. | Лучший режиссёр                                                                   | Джоэл и Итан Коэн                                      | Победа    |
| Ассоциация кинокритиков юго-востока США            | 14 декабря 2009 г. | Лучший оригинальный сценарий                                                      | Джоэл и Итан Коэн                                      | Победа    |
| Ассоциация кинокритиков юго-востока США            | 14 декабря 2009 г. | Лучший актёр второго плана                                                        | Хавьер Бардем                                          | Победа    |
| Ассоциация кинокритиков Сент-Луиса                 | 24 декабря 2007 г. | Лучший фильм                                                                      | —                                                      | Победа    |
| Ассоциация кинокритиков Сент-Луиса                 | 24 декабря 2007 г. | Лучший режиссёр                                                                   | Джоэл и Итан Коэн                                      | Победа    |
| Ассоциация кинокритиков Сент-Луиса                 | 24 декабря 2007 г. | Лучший сценарий                                                                   | Джоэл и Итан Коэн                                      | Номинация |
| Ассоциация кинокритиков Сент-Луиса                 | 24 декабря 2007 г. | Лучший актёр второго плана                                                        | Томми Ли Джонс                                         | Номинация |
| Ассоциация кинокритиков Сент-Луиса                 | 24 декабря 2007 г. | Лучший актёр второго плана                                                        | Хавьер Бардем                                          | Номинация |
| Ассоциация кинокритиков Сент-Луиса                 | 24 декабря 2007 г. | Лучший актёр второго плана                                                        | Джош Бролин                                            | Номинация |
| Ассоциация кинокритиков Сент-Луиса                 | 24 декабря 2007 г. | Лучшая работа оператора                                                           | Роджер Дикинс                                          | Номинация |
| Ассоциация кинокритиков Торонто                    | 18 декабря 2008 г. | Лучшая картина                                                                    | —                                                      | Победа    |
| Ассоциация кинокритиков Торонто                    | 18 декабря 2008 г. | Лучший режиссёр                                                                   | Джоэл и Итан Коэн                                      | Победа    |
| Ассоциация кинокритиков Торонто                    | 18 декабря 2008 г. | Лучший сценарий                                                                   | Джоэл и Итан Коэн                                      | Победа    |
| Ассоциация кинокритиков Торонто                    | 18 декабря 2008 г. | Лучший актер второго плана                                                        | Хавьер Бардем                                          | Победа    |
| Сообщество кинокритиков Ванкувера                  | 11 января 2008 г.  | Лучший фильм                                                                      | —                                                      | Победа    |
| Сообщество кинокритиков Ванкувера                  | 11 января 2008 г.  | Лучший режиссёр                                                                   | Джоэл и Итан Коэн                                      | Победа    |
| Сообщество кинокритиков Ванкувера                  | 11 января 2008 г.  | Лучший актер второго плана                                                        | Хавьер Бардем                                          | Победа    |
| Ассоциация кинокритиков Вашингтона                 | 10 декабря 2007 г. | Лучший фильм                                                                      | —                                                      | Победа    |
| Ассоциация кинокритиков Вашингтона                 | 10 декабря 2007 г. | Лучший режиссёр                                                                   | Джоэл и Итан Коэн                                      | Победа    |
| Ассоциация кинокритиков Вашингтона                 | 10 декабря 2007 г. | Лучшая мужская роль второго плана                                                 | Хавьер Бардем                                          | Победа    |
| Ассоциация кинокритиков Вашингтона                 | 10 декабря 2007 г. | Лучший актёрский ансамбль                                                         |                                                        | Победа    |
| Премия Гильдии сценаристов США                     | 9 февраля 2008 г.  | Лучший адаптированный сценарий                                                    | Джоэл и Итан Коэн                                      | Победа    |
| Гильдия продюсеров США                             | 2 февраля 2008 г.  | Лучший художественный фильм                                                       | Джоэл и Итан Коэн, Скотт Рудин                         | Победа    |
| Сообщество кинокритиков Оклахомы                   | 23 декабря 2008 г. | Лучший фильм                                                                      | —                                                      | Победа    |
| Сообщество кинокритиков Оклахомы                   | 23 декабря 2008 г. | Лучший режиссёр                                                                   | Джоэл и Итан Коэн                                      | Победа    |
| Сообщество кинокритиков Оклахомы                   | 23 декабря 2008 г. | Лучшая мужская роль второго плана                                                 | Хавьер Бардем                                          | Победа    |
| Союз кинокритиков Детройта                         | 15 декабря 2009 г. | Лучший фильм                                                                      | —                                                      | Победа    |
| Союз кинокритиков Детройта                         | 15 декабря 2009 г. | Лучший режиссёр                                                                   | Джоэл и Итан Коэн                                      | Победа    |
| Союз кинокритиков Детройта                         | 15 декабря 2009 г. | Лучшая мужская роль второго плана                                                 | Хавьер Бардем                                          | Победа    |
| Ассоциация кинокритиков Юты                        | 28 декабря 2007 г. | Лучший фильм                                                                      | —                                                      | Победа    |
| Ассоциация кинокритиков Юты                        | 28 декабря 2007 г. | Лучший режиссёр                                                                   | Джоэл и Итан Коэн                                      | Победа    |
| Ассоциация кинокритиков Юты                        | 28 декабря 2007 г. | Лучшая мужская роль второго плана                                                 | Хавьер Бардем                                          | Победа    |
| Ассоциация кинокритиков Юты                        | 28 декабря 2007 г. | Лучший сценарий                                                                   | Джоэл и Итан Коэн                                      | Победа    |
| Ассоциация кинокритиков Остина                     | 15 декабря 2009 г. | Лучший фильм десятилетия                                                          | —                                                      | Номинация |
| Премия Эдгара Аллана По                            | 24 мая 2008 г.     | Лучший кинофильм                                                                  | —                                                      | Номинация |
| Общество кинематографистов Великобритании          | 12 июня 2008 г.    | Лучшая операторская работа                                                        | Роджер Дикинс                                          | Победа    |
| Премия журнала Empire                              | 29 марта 2008 г.   | Лучший фильм                                                                      | —                                                      | Номинация |
| Премия журнала Empire                              | 29 марта 2008 г.   | Лучший режиссёр                                                                   | Джоэл и Итан Коэн                                      | Номинация |
| Премия журнала Empire                              | 29 марта 2008 г.   | Лучший триллер                                                                    | —                                                      | Номинация |
| Золотой орёл                                       | 23 января 2009 г.  | Лучший зарубежный фильм в российском прокате                                      | —                                                      | Номинация |
| Премия Сатурн                                      | 24 июня 2008 г.    | Лучший фильм (приключения/боевик/триллер)                                         | —                                                      | Номинация |
| Премия Сатурн                                      | 24 июня 2008 г.    | Лучший режиссёр                                                                   | Братья Коэн                                            | Номинация |
| Премия Сатурн                                      | 24 июня 2008 г.    | Лучший киноактёр второго плана                                                    | Хавьер Бардем                                          | Победа    |
| USC Scripter Award                                 | 2 февраля 2008 г.  | Лучший сценарий                                                                   | Джоэл и Итан Коэн                                      | Победа    |
| Премия спортивных фильмов Никкан                   | 28 декабря 2008 г. | Лучший фильм на иностранном языке                                                 | —                                                      | Победа    |
| Премия журнала Кинэма Дзюмпо                       | 18 февраля 2009 г. | Лучший фильм на иностранном языке                                                 | —                                                      | Победа    |
| Золотой жук                                        | 12 февраля 2009 г. | Лучший фильм на иностранном языке                                                 | Джоэл Коэн                                             | Номинация |
| Cinema Brazil Grand Prize                          | 14 апреля 2009 г.  | Лучший фильм на иностранном языке                                                 | —                                                      | Номинация |
| Премия Японской киноакадемии                       | 20 февраля 2009 г. | Лучший фильм на иностранном языке                                                 | —                                                      | Номинация |
| Аманда                                             | 20 февраля 2009 г. | Лучший фильм на иностранном языке                                                 | —                                                      | Номинация |